# Camptoloma kishidai
Camptoloma kishidai là một loài bướm đêm thuộc phân họ Arctiinae, họ Erebidae. Nó là loài đặc hữu của Quảng Đông, Trung Quốc.
Sải cánh dài khoảng 37 mm.